# グローバル作物多様性トラスト
グローバル作物多様性トラスト(英: Global Crop Diversity Trust)は、世界レベルの食糧安全保障のために、作物多様性の保存とその利用可能性の確保を目的とする独立した国際機関である。国連食糧農業機関（United Nations Food and Agriculture Organization、FAO）と国際農業研究協議グループ（Consultative Group on International Agricultural Research、CGIAR）の連携によって2004年に設立された。

## 概要
2004年に発効した、食料及び農業のための植物遺伝資源国際条約 （International Treaty on Plant Genetic Resources for Food and Agriculture）の締結国理事会と関係協定を結び、この条約で定められた主要食物の食物遺伝資源の収集、生育域外保全及び持続可能な利用に必要な費用をまかなう資金調達メカニズムとしてのGCDTとの関係が規定されている。また、資金調達と資金供与を行なうにあたり、GCDTの科学的専門性の自立性が認められている。
GCDTは、作物トラスト基金を設置し、その運用益を、既存の組織が独特かつ重要な作物の多様性の保存に必要な費用を永続的に供与するために充当。作物多様性は農業の生物基盤そのものであり、植物育種学者と農業従事者にとって、病虫害に対処できる品種改良の原材料である。将来、農業が気候変動に適応し水資源とエネルギーの制約に対応していくためには、この作物多様性が中枢の役割を担うことになるだろう。

## 運営
グローバル作物多様性トラスト（GCDT)の事務局はドイツのボンに置かれている。執行理事会の議長はワルター・フスト(Walter Fust、スイス)、副議長はチム・フィッシャー（Tim Fischer、オーストラリア）。資金供与者評議会（Donors’Council)の委員長はバーバラ・コザック（Barbara Kosak、ドイツ）。これまでに、１億７千万ドル相当の作物トラスト基金が造成されている。2014年3月現在、基金の90％は14の参加政府の政府開発援助の任意拠出によるもので、最大拠出国は米国、次いでノルウェー、英国、オーストラリア、ドイツ、スウェーデン、スイス等、エジプト、エチオピア、インド等、開発途上国も拠出している。残り10％はゲイツ財団、デュポンなど民間基金からの寄付金。
事務局長はマリー・ハーガ（Marie Haga, ノルウェー）2013年に事務局長に就任する以前は、ノルウェー中央党党首（2003−2008）、ノルウェー王国文化大臣（1999−2000）、ノルウェー王国地方自治・地域開発大臣（2005−2007）、ノルウェー王国石油・エネルギー大臣（2007−2008）であった。事務局次長はポーラ・ブラメル（Paula Bramel),財務部長はマイケル・コック（Michael Koch)。

## 援助供与
グローバル作物多様性トラストは設立以来、2006年暮れに作物遺伝資源の長期保全の事業に初めての援助供与を実施して以来、これまで80カ国以上で援助供与を展開してきた。2011年現在、作物トラスト基金を活用して、イネ、キャッサバ、小麦・大麦、ソラマメ、トウジンビエ、トウモロコシ、飼い葉、バナナ、サトイモ、グラスピー、ソルガム、ヤムイモ、レンテイル豆といった15の主要穀物の遺伝資源コレクションの永続的な支援を確立した。
2007年には、開発途上国の作物多様性のために優先度の高く、危機にさらされた植物遺伝資源コレクションの救済事業、これらの遺伝資源の保全と利用を改善するための情報システム整備事業を開始している。国際農業研究協議グループのジーンバンクや開発途上国のジーンバンクから、スヴァールバル世界種子貯蔵庫（Svalbard Global Seed Vault）へ、コレクションのバックアップ資源を安全に収蔵する活動も支援している。
2010年には、22の主要穀物の野生種を発掘、収集、目録化、保存する10年計画プログラムに着手して、農業の将来の挑戦に役立つような未利用の作物多様性を追求している。

## スヴァールバル世界種子貯蔵庫（Svalbard Global Seed Vault）
グローバル作物多様性トラスト（GCDT)は、ノルウェー王国政府と北欧ジーンバンクと協力して、フェイルセーフ装備のスヴァールバル世界種子貯蔵庫（Svalbard Global Seed Vault、所在：ノルウェーのスヴァールバル）を設立した。戦争、内紛、自然災害といった危機的状況から、また設備故障や管理ミスといった危険から現存のジーンパンクを保護するために、パックアップの遺伝資源を安全に収蔵する施設で、何らかの地球規模の大惨事の際、農業を立て直す手段をもたらすといわれている。 種子などの状態で400万種の農業作物を貯蔵できるように設計されている。